# Narodowy Komitet Olimpijski Ukrainy
Narodowy Komitet Olimpijski Ukrainy (ukr. Нацiональний олiмпiйський комiтет України) – stowarzyszenie związków i organizacji sportowych z siedzibą w Kijowie, zajmujące się organizacją udziału reprezentacji Ukrainy w igrzyskach olimpijskich i europejskich oraz upowszechnianiem idei olimpijskiej i promocją sportu, a także reprezentowaniem ukraińskiego sportu w organizacjach międzynarodowych, w tym w Międzynarodowym Komitecie Olimpijskim.

## Prezydenci
- Wałerij Borzow 1990–1998 (ponownie wybrany w 1994 roku)
- Iwan Fedorenko 1998–2002
- Wiktor Janukowycz 2002–2005
- Serhij Bubka[1] 2005–obecnie